# Улица Ворошилова (Ижевск)
У́лица Вороши́лова — улица в Ижевске, расположенная в Устиновском районе. Главная улица жилого района Автопроизводство. Направлена с запада на восток от пересечения с улицей 9 Января до кругового перекрёстка с Автозаводской улицей и улицей Михаила Петрова. Расположена севернее улицы 10 лет Октября. Протяжённость улицы 1,45 километра.
Справа примыкает Цветочная улица
Слева примыкают Салютовская улица и Автозаводской проезд.
Нумерация домов ведётся от перекрёстка с улицей 9 Января.

## История
Сама улица образовалась во время постройки в конце 1960-х годов нового спального района Автропроизводство, спроектированного для проживания работников построенного в то же время Ижевского автомобильного завода. Официально улица получила нынешнее название решением исполкома горсовета Ижевска 5 марта 1970 года в честь советского военачальника и политика Климента Ворошилова.

## Здания и сооружения
Улицей Ворошилова адресованы все дома трёх микрорайонов жилого района Автопроизводство. Эти три микрорайона застроены типовыми жилыми панельными домами, в каждом из которых работает одна школа и функционируют два детских сада. 1-й и 2-й микрорайоны разделены лесополосой. Дома улицы обслуживают городские отделения связи № 53 и 61.
Примечательные здания:
- № 20а — Ижевский торговый техникум;
- № 22а — учебный комбинат «Энергетик»;
- № 34 — 25-метровый плавательный бассейн «Аквамарин» (построен в 2012—2014 гг.)[5][6];
- № 109 — «Дом моделей».

## Транспорт
Улица Ворошилова представляет собой четырёхполосную дорогу. По улице проходят следующие маршруты общественного транспорта Ижевска:
- автобусные маршруты — 12, 12к, 18, 26, 27, 29, 31, 36, 39, 49, 321, 331;
- троллейбусные маршруты — 4, 4д, 7, 14.

Также в восточном конце улицы расположена конечная станция ижевского скоростного трамвая «Улица Ворошилова». До неё можно добраться трамвайными маршрутами №: , , .